# Surame
Surame és una antiga ciutat de Nigèria, avui dia declarada monument nacional, a l'estat de Sokoto. Fou fundada al segle xvi per Muhammadu Kanta, Sarkin Kebbi (Rei de Kebbi) que va controlar un imperi a la regió. La ciutat fou abandonada vers el 1700 i la capital es va traslladar a uns 100 km al nord-est, a Birnin Kebbi.